# História do ônibus urbano no Rio de Janeiro
A História do ônibus urbano no Rio de Janeiro começou no início do Século XIX, em 1817, quando um decreto real ordenou que se iniciasse o serviço de transporte com diligências, passando pela independência do Brasil, em 1822 (enquanto a cidade do Rio de Janeiro passava da marca de 110.000 habitantes), pelo Tilbury, pelos ônibus movidos a tração animal e em 1868, com a chegada dos bondes na cidade, os ônibus de tração animal foram extintos, e, por fim, os ônibus movidos à combustão, com os primeiros modelos em 1908, que só se tornariam populares depois da Segunda Guerra Mundial.

## Cronologia

### 1817a1930
De acordo com um decreto real, a primeira linha de diligências, ligando o Palácio Imperial da Quinta da Boa Vista e do Arrebalde ao porto de Santa Cruz, é inaugurada. Mas logo depois, em 1822 com o fim da monarquia, a cidade recebeu um frota de Tilburies, carruagens leves, com o cocheiro ao lado do passageiro. Em 1837, surgem os ônibus de tração animal, chamados na França de omnibus, de dois pavimentos, usados na ligação do Rossio Grande (atual Praça Tiradentes) à Praia de Botafogo, eram todos importados da França, pintados de vermelho, e tinham capacidade para transportar de 20 a 24 passageiros. A cidade, em 1838, contava com mais 130.000 habitantes, necessitava de uma nova rede de transportes, que contava com quatro carros de dois pavimentos, com linhas da Praça Tiradentes para:
- Botafogo
- Areal das Laranjeiras
- Engenho Velho
- Rio Comprido
- Andaraí Pequeno
- São Cristóvão
- Rua Nova do Imperador (atual Mariz e Barros)

Em 1846 surgiram as gôndolas, veículos mais leves e rápidos que os antigos omnibus. A primeira linha ligava o Largo do Moura à atual Cidade Nova, com a modesta quantia de seis vinténs. Cairam em desuso em 1874, com o aparecimento dos bondes. Em 1849, a cidade ultrapassava a marca dos 260.000 habitantes. Os omnibus caem em desuso em 1868, quando havia uma grande concorrência com uma grande linha de bondes, e com a posterior venda da Companhia de Omnibus para a Companhia Jardim Botânico, em 1882. Em Julho de 1906, durante a gestão administrativa de Pereira Passos, ele decretou uma decisão, passando a isentar de impostos a todos quanto se propusessem a fazer trafegar, no Distrito Federal, ônibus automóveis destinados unicamente ao transporte de passageiros e cargas, enquanto no mês de Agosto, surgia a primeira linha de ônibus motorizado, na França, pela Compagnie Générale des Omnibus de Paris'.
Dois anos depois, em 1908, surge a primeira linha de ônibus movido a combustão do Brasil, por iniciativa de Octavio da Rocha Miranda, ligando o Passeio Público à Praça Mauá, dois anos depois, a população da cidade ultrapassa os 900.000 habitantes e faz os veículos de tração animal a cair em desuso, no dia 26 de Março deste ano. O omnibus motorizado prospera, aumentando as linhas de transportes. Em 1918, por iniciativa do inglês H.L. Wheatley, passaram a circular bondes elétricos. No início dos anos 1920, a cidade passa de 1.100.000 de habitantes, o ônibus motorizado é aperfeiçoado e permite assim uma concorrência com os bondes elétricos, mas só no fim da década de 1920, o ônibus a combustão começa a ser cada vez mais adquirido pelas companhias de transporte, contudo, no fim dos anos 1930, ele fazia apenas 5% das viagens feitas diariamente no Rio de Janeiro.

### 1931
Em 1931, o grupo light tinha apenas 6 empresas concorrentes, totalizando todas, 82 ônibus, contra a frota de 146 ônibus do Grupo Light. O tráfego de auto-omnibus chegou a ser proibido na Avenida Central (Rio Branco), durante os horários de pico, visando diminuir os engarrafamentos. Nos anos 1930, o tráfego de auto-omnibus crescia desordenamente, e por esta razão, foi baixado um decreto no Rio de Janeiro, limitando o comprimento dos veículos a 10 metros e a largura a 2,40 m.